# District de Bo Trach
Bố Trạch (Huyện Bố Trạch) est un district de la province de Quảng Bình au Viêt Nam. 

## Présentation
Il est placé sous la juridiction de la province de Quảng Bình.